# Caso Strauss v. Horton
Strauss v. Horton, 46 Cal. 4th 364, 93 Cal. Rptr. 3d 591, 207 P.3d 48 (2009), foi uma decisão da Suprema Corte da Califórnia, a mais alta instância judicial do estado. O caso surgiu a partir de ações judiciais que contestavam a adoção da Proposição 8 pelos eleitores, em 4 de novembro de 2008, que alterou a Constituição da Califórnia [en] para proibir o casamento entre pessoas do mesmo sexo. Diversos casais homossexuais e entidades governamentais ingressaram com ações nos tribunais estaduais. A Suprema Corte da Califórnia decidiu ouvir os recursos em três dos casos, os quais foram consolidados para análise e julgamento conjunto. A corte ouviu os argumentos orais em São Francisco em 5 de março de 2009. A juíza Kathryn Werdegar [en] afirmou que os casos estabeleciam precedentes importantes para o estado, uma vez que "nenhum caso anterior havia abordado a questão de se uma iniciativa de votação poderia ser utilizada para retirar direitos fundamentais".
A decisão foi anunciada em 26 de maio de 2009. O tribunal concluiu que a Proposição 8 era válida conforme foi adotada pelos eleitores, mas determinou que os casamentos realizados antes da sua implementação continuariam a ser reconhecidos. Em 26 de junho de 2013, a decisão de Strauss v. Horton foi anulada pelo julgamento de Hollingsworth v. Perry.

## Histórico
Em 13 de novembro de 2008, a Suprema Corte da Califórnia solicitou ao Procurador-Geral do Estado, Jerry Brown, que respondesse até 17 de novembro de 2008 a uma série de ações judiciais que contestavam a proibição do casamento entre pessoas do mesmo sexo, aprovada pelos eleitores. A petição solicitada ao Procurador-Geral não visava tratar da validade da medida eleitoral, mas focava na questão de saber se os juízes deveriam aceitar as ações para revisão e se a Proposição 8 deveria ser suspensa enquanto o caso fosse decidido, conforme explicou Christopher Krueger, assistente sênior do Procurador-Geral.
Em 17 de novembro de 2008, o Procurador-Geral pediu que o tribunal ouvisse os casos para decidir sobre as questões legais apresentadas, mas argumentou que a Proposição 8 não deveria ser suspensa durante o processo.
Em 19 de novembro de 2008, a Suprema Corte da Califórnia aceitou três ações judiciais (Strauss et al. v. Horton, Tyler et al. v. State of California et al., e City and County of San Francisco et al. v. Horton et al.) que contestavam a Proposição 8, decidindo ouvi-las em conjunto, mas negou os pedidos para suspender a aplicação da medida. Três outras ações judiciais (Asian Pacific American Legal Center et al. v. Horton et al., Equal Rights Advocates and California Women's Law Center v. Horton et al., e California Council of Churches et al. v. Horton et al.) sobre o mesmo tema não foram aceitas, mas seus peticionários foram convidados a apresentar petições de amicus nos casos que foram aceitos.

## Questões

### Se a Proposta 8 é uma revisão

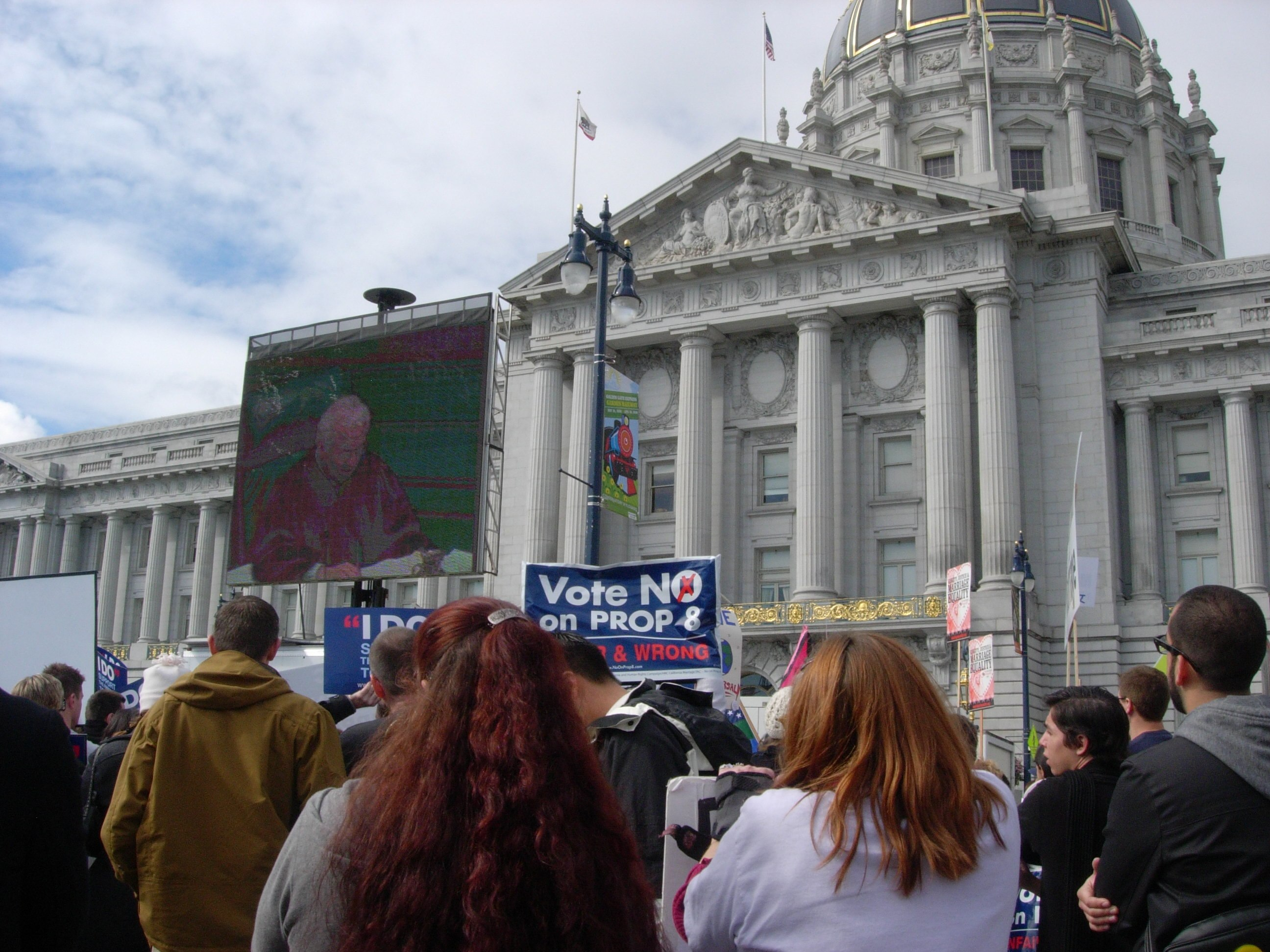
Uma multidão de espectadores assiste à tela gigante enquanto o juiz en, o único juiz dissidente, faz perguntas.

As ações judiciais alegaram que a revogação do direito de casamentos entre casais do mesmo sexo constitui uma revisão constitucional, e não uma emenda. Na Califórnia, tanto as emendas quanto as revisões constitucionais exigem a aprovação da maioria dos eleitores em uma iniciativa de votação. No entanto, uma revisão, definida como uma “alteração substancial de toda a constituição, em vez de uma mudança menos abrangente em uma ou mais de suas disposições”, também requer a aprovação prévia de dois terços de cada casa do Legislativo do Estado da Califórnia [en].
Erwin Chemerinsky [en], reitor da Faculdade de Direito da Universidade da Califórnia em Irvine, declarou: “A Suprema Corte da Califórnia nunca estabeleceu critérios claros para definir o que constitui uma emenda ou uma revisão. Portanto, acredito que é impossível prever o resultado, pois existe uma escassa base legal sobre o tema”.
Alegações baseadas em argumentos semelhantes sobre outras mudanças constitucionais demoraram anos para serem julgadas, com a maioria delas resultando em insucesso. Kenji Yoshino, professor de Direito Constitucional e especialista em questões relacionadas aos direitos civis, questionou a argumentação de que a revogação seria uma “revisão”, afirmando que, “por razões políticas e precedentes, considero que esse caso tem grandes chances de fracasso”.

### Se a Proposta 8 viola a separação de poderes
Assim como a Constituição dos Estados Unidos, a Constituição da Califórnia adota o princípio da separação de poderes. As ações judiciais argumentam que a proteção de minorias por meio da Constituição e da Declaração de Direitos é uma função judicial essencial, que não pode ser anulada pelo poder legislativo do governo. Portanto, afirmam que não seria possível revogar tal proteção por meio de um processo de emenda popular.

### Se a Proposta 8 invalida os casamentos existentes
Uma questão jurídica em aberto era se os cerca de 18.000 casamentos entre pessoas do mesmo sexo, já realizados, seriam retroativamente anulados pela alteração constitucional ou se seriam preservados, uma vez que a emenda não menciona explicitamente a anulação dos casamentos celebrados antes de sua vigência. O Procurador-Geral da Califórnia, Jerry Brown, afirmou que os casamentos existentes entre pessoas do mesmo sexo não seriam afetados, mas outros especialistas jurídicos expressaram dúvidas quanto a essa interpretação. Em 19 de dezembro de 2008, os apoiadores da Proposição 8 apresentaram resumos respondendo a cada uma das ações judiciais contra a Proposição 8 já encaminhadas à Suprema Corte do Estado, buscando anular os casamentos entre pessoas do mesmo sexo que já haviam sido realizados.

### Se os eleitores podem anular direitos inalienáveis
A resposta do Procurador-Geral às ações judiciais incluiu um novo argumento, sugerindo que a Corte deveria anular a Proposição 8. Nesse resumo, foi afirmado que o processo de emenda de iniciativa da Califórnia não confere aos eleitores o direito de anular os direitos estabelecidos na Declaração de Direitos da Califórnia sem uma “justificativa convincente”.

## Partes envolvidas

### Peticionários
Os autores das três ações judiciais incluíam casais do mesmo sexo que já haviam se casado ou planejavam se casar, representados pela mesma equipe jurídica que argumentou e venceu o caso In re Marriage Cases [en]. Essa equipe era composta pela Lambda Legal, pelo Centro Nacional para os Direitos das Lésbicas e pela União Americana pelas Liberdades Civis (ACLU) do norte da Califórnia, além das cidades de São Francisco e Los Angeles e do condado de Santa Clara. O Conselho de Supervisores do Condado de Los Angeles votou para se juntar ao processo movido pelas cidades de Los Angeles, São Francisco e o Condado de Santa Clara, tornando-se as primeiras quatro entidades governamentais dos Estados Unidos a processar em defesa da igualdade no casamento para casais do mesmo sexo. Posteriormente, os condados de Alameda, Marin, San Mateo e Santa Cruz, assim como as cidades de Fremont, Laguna Beach, Oakland, San Diego, Santa Cruz, Santa Monica e Sebastopol, também aderiram à ação. Os peticionários foram representados pela advogada da cidade de São Francisco, Therese M. Stewart.

### Respondentes
Como os réus nesses casos eram o Estado da Califórnia e alguns de seus funcionários em suas capacidades oficiais, o Procurador-Geral da Califórnia, Jerry Brown, e seu escritório foram os principais responsáveis por responder ao processo. Outros réus incluíam Mark B. Horton, do Registro Estadual de Estatísticas Vitais, e Linette Scott, do Departamento de Saúde Pública da Califórnia.
Em 19 de dezembro de 2008, o gabinete do Procurador-Geral apresentou sua resposta, cujo trecho final defendia a anulação da Proposição 8. O documento argumentava que:
- Embora a Proposição 8 não devesse ser anulada com base na análise de revisão/emenda ou com base na separação de poderes, conforme proposto nas ações judiciais originais,
- A Proposição 8 não deveria, se mantida, anular os casamentos existentes entre pessoas do mesmo sexo realizados na Califórnia, e
- A Proposição 8 deveria ser “eliminada por ser inconsistente com as garantias de liberdade individual previstas no artigo I, seção 1 da Constituição da Califórnia”.

Ao comentar sobre a última seção da resposta, o Procurador-Geral explicou: “A Proposição 8 viola liberdades constitucionalmente protegidas. Há certos direitos que não devem estar sujeitos a votos populares; caso contrário, não são direitos fundamentais. Se todas as liberdades fundamentais puderem ser revogadas pelo voto da maioria, então não se tratam de liberdades fundamentais.”
De acordo com o San Jose Mercury News, o argumento de Brown para anular a Proposição 8 deixou os apoiadores da medida legalmente isolados, uma vez que o Procurador-Geral normalmente defenderia as leis estaduais em vigor. Brown respondeu a essa situação observando que a Constituição da Califórnia também é uma lei estadual existente.

### Intervenientes
A ProtectMarriage.com [en], patrocinadora da Proposição 8, solicitou permissão para intervir nos casos. Em 19 de novembro de 2008, a Corte concedeu essa permissão.
A Campanha pelas Famílias da Califórnia, uma organização religiosa conservadora, também pediu à Corte permissão para se tornar parte oficial dos três casos. O grupo havia tentado, sem sucesso, colocar uma proibição do casamento entre pessoas do mesmo sexo na votação de novembro, o que também teria negado benefícios de parceria doméstica a casais do mesmo sexo. Representada pelo Liberty Counsel, com sede na Flórida, a Campanha alegou em sua moção de intervenção que as autoridades estaduais não defenderiam adequadamente os direitos dos eleitores. Em 19 de novembro de 2008, a Corte negou a permissão para a CCF intervir nos casos.
Em 19 de dezembro de 2008, os proponentes oficiais da Proposição 8 apresentaram resumos respondendo a cada uma das ações judiciais contra a Proposição 8 já apresentadas ao tribunal, buscando manter a validade da medida e anular os casamentos entre pessoas do mesmo sexo já realizados. Kenneth Starr, reitor da Faculdade de Direito da Universidade Pepperdine e advogado independente na controvérsia do caso Whitewater, uniu-se à equipe de defesa legal da Proposição 8 no mesmo dia.

### Amigos
Em 19 de janeiro de 2009, sessenta cartas de amicus curiae haviam sido enviadas à Corte e publicadas em seu site, 43 delas em oposição total ou parcial à Proposição 8 e 17 em apoio.
Quarenta e quatro membros da Assembleia Legislativa da Califórnia (aproximadamente um terço dos seus membros) apresentaram uma petição de amicus curiae em apoio a uma das três ações judiciais. A Liga Anti-Difamação, a Ordem dos Advogados de São Francisco e três outros grupos jurídicos ou de direitos civis também enviaram cartas apoiando os esforços para que o tribunal adiasse a implementação da Proposição 8.

## Argumentos orais

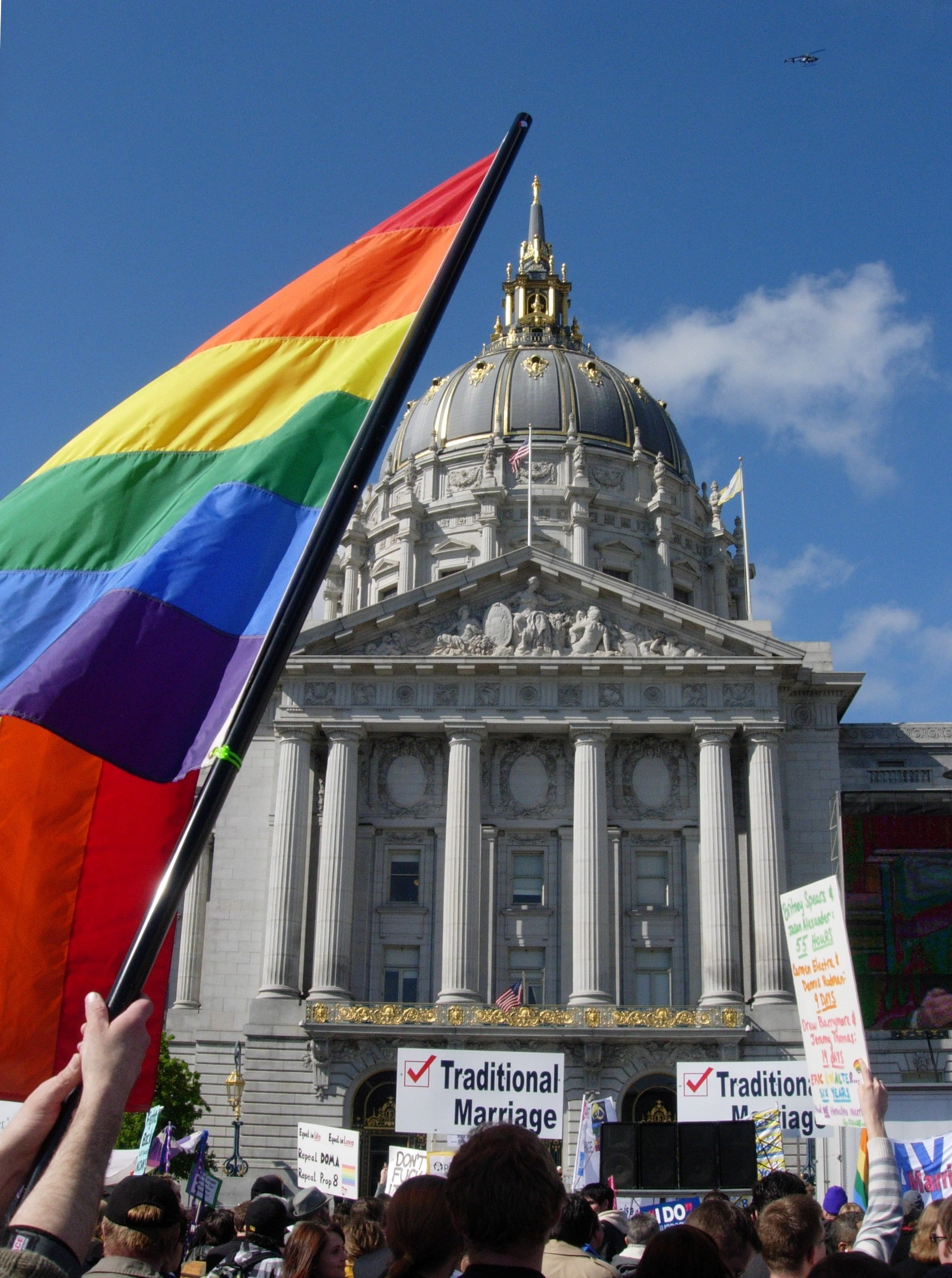
Manifestantes a favor e contra a Proposta 8 entram em confronto em uma manifestação em frente à Prefeitura de São Francisco.

Os argumentos orais ocorreram em 5 de março de 2009, na sede da Suprema Corte da Califórnia, em São Francisco, enquanto milhares de pessoas de ambos os lados protestavam do lado de fora. Uma tela de televisão foi instalada, transmitindo imagens ao vivo dos procedimentos dentro do tribunal.
Kenneth Starr, advogado da ProtectMarriage.com, argumentou que “a Proposição 8 foi uma medida modesta, que deixou inalterados os direitos dos casais do mesmo sexo, conforme as leis de parceria doméstica da Califórnia e outros estatutos que proíbem a discriminação com base na orientação sexual”, argumento que teve a concordância de boa parte dos juízes. O presidente da Suprema Corte, Ronald M. George [en], no entanto, comentou: “É muito fácil alterar a Constituição da Califórnia”. O argumento de Starr foi contestado dentro e fora do tribunal por dois membros de sua própria faculdade, que afirmaram que o tribunal tinha a obrigação de garantir tanto a igualdade quanto a liberdade religiosa, e que as maiorias não podem ter o poder de privar as minorias de direitos fundamentais.
A principal questão que surgiu durante a argumentação oral foi o significado da palavra "inalienável" e até que ponto ela se aplica quando usada no Artigo I da Constituição da Califórnia. Christopher Krueger, do gabinete do Procurador-Geral, afirmou que os direitos inalienáveis não podem ser revogados pelo processo de iniciativa. Essas alegações foram rebatidas pelo procurador Kenneth Starr, que disse: “Os direitos são importantes, mas não são imutáveis [...] os direitos são, em última instância, definidos pelo povo.

## Decisão
A Suprema Corte da Califórnia informou, em 22 de maio de 2009, que chegaria a um veredicto sobre a validade da Proposição 8 e os 18.000 casamentos entre pessoas do mesmo sexo na terça-feira, 26 de maio, às 10h. Devido ao feriado do Memorial Day, o tribunal divulgou sua decisão em uma terça-feira, em vez de segunda-feira, como é habitual.

### Opinião da maioria
Em 26 de maio de 2009, a Suprema Corte da Califórnia divulgou sua decisão sobre a validade da Proposição 8 e os 18.000 casamentos entre pessoas do mesmo sexo em questão. A Proposição 8 foi confirmada, mas os casamentos existentes foram mantidos. Tanto a maioria dos juízes quanto o juiz Werdegard enfatizaram que a decisão se aplicava especificamente ao uso do termo "casamento", e que a decisão não alterava a instituição da parceria doméstica, nem as várias proteções estabelecidas no In re Marriage Cases. A opinião da maioria afirmou:
A alegação do Procurador Geral [...] se baseia de forma imprecisa em um exagero do efeito da Proposta 8 tanto no direito constitucional fundamental de privacidade garantido pelo artigo I, seção 1, quanto no devido processo legal e nas garantias de proteção igualitária do artigo I, seção 7. Conforme explicado abaixo, a Proposição 8 não revoga nenhum desses direitos constitucionais estaduais, mas, em vez disso, cria uma exceção restrita aplicável apenas ao acesso à designação do termo “casamento”, mas não a qualquer outro “conjunto central de direitos e atributos legais substantivos básicos tradicionalmente associados ao casamento [...]”.
A maioria também observou que “a Proposição 8 deve ser entendida como a criação de uma exceção limitada à cláusula de proteção igualitária do estado”.

### Concordância
A dissidência do juiz Moreno concordou com a alegação dos peticionários de que “exigir discriminação contra um grupo minoritário com base em uma classificação suspeita atinge o cerne da promessa de igualdade que fundamenta a Constituição da Califórnia” e, portanto, deveria ser considerada uma revisão constitucional.

### Discordância
Citando Varnum v. Brien, Moreno afirmou que “os princípios de proteção igualitária estão no cerne da Constituição da Califórnia e foram incorporados a esse documento desde o seu início” e que “como uma questão lógica, [a cláusula de proteção igualitária] não pode depender da vontade da maioria para sua aplicação, pois é justamente contra a vontade da maioria que essa cláusula foi projetada para proteger”. Ele concordou com a maioria em relação ao fato de que os 18.000 casamentos válidos antes da Proposição 8 permaneceriam, ou seja, a Proposição 8 não teria efeito retroativo. Além disso, concordou com a opinião da maioria de que “a Proposição 8 não revoga nem anula totalmente o direito constitucional estadual substantivo de um casal do mesmo sexo de se casar, conforme estabelecido nos Casos de Casamento”.
Apesar disso, ele discordou da questão principal em debate e afirmou que a Proposição 8 era, na verdade, uma revisão constitucional que exigia uma votação legislativa de dois terços, citando o artigo 18 da Constituição da Califórnia e o histórico das disposições constitucionais sobre emendas e revisões.

## Manifestações e eventos

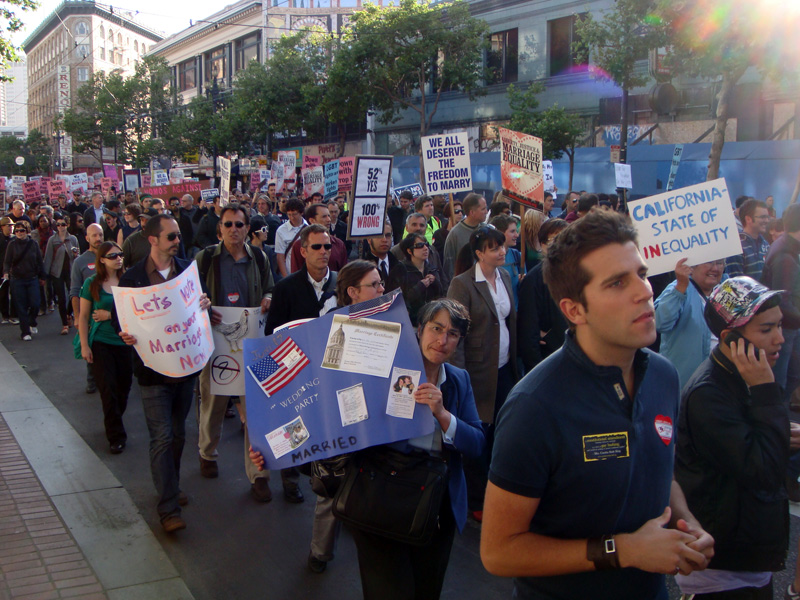
Manifestantes na manifestação “Day of Decision” marcharam pelo centro de São Francisco após a decisão da Suprema Corte.

Enquanto os argumentos orais estavam em andamento no tribunal em São Francisco, protestos ocorreram do lado de fora, com ambos os lados expressando seus pontos de vista.
Em 2 de março de 2009, o Senado do Estado da Califórnia aprovou uma resolução que se opunha à Proposição 8, afirmando que “a iniciativa é uma revisão fundamental da constituição, não uma emenda, e, portanto, exigiria deliberação do Legislativo e uma votação de dois terços de ambas as casas para ser colocada na cédula”. A Assembleia do Estado da Califórnia aprovou uma resolução essencialmente idêntica no mesmo dia.
Em 8 de maio, foi realizada uma marcha e um comício “Meet in the Middle” em Fresno, com o objetivo de convencer os eleitores da Califórnia Central a apoiar o casamento entre pessoas do mesmo sexo, uma vez que essa região havia “votado esmagadoramente a favor da proibição”.
Protestos ou celebrações do “Dia da Decisão” por apoiadores do casamento entre pessoas do mesmo sexo foram planejados para a noite de 26 de maio de 2009, após a divulgação programada da decisão da Suprema Corte. Esses eventos ocorreriam em toda a Califórnia, assim como em importantes cidades dos Estados Unidos e do Canadá. O procurador da cidade de São Francisco, Dennis Herrera, disse que, embora estivesse desapontado com a decisão do tribunal, isso demonstrava que a questão final “não poderia ser vencida na arena legal”. Ele prometeu continuar a luta nas urnas em 2010.
Os defensores da Proposição 8 também planejaram responder à decisão judicial com reuniões públicas. O pastor de Fresno, Jim Franklin, um dos principais opositores do casamento entre pessoas do mesmo sexo, comentou que “se fosse contra a vontade do povo, realmente deveria haver tumultos nas ruas”.